# هيو برادي
هيو برادي (بالإنجليزية: Hugh Brady)‏ هو ضابط أمريكي، ولد في 29 يوليو 1768 في هنتينغدون في الولايات المتحدة، وتوفي في 15 أبريل 1851 في ديترويت في الولايات المتحدة.